# Épée (liturgie)

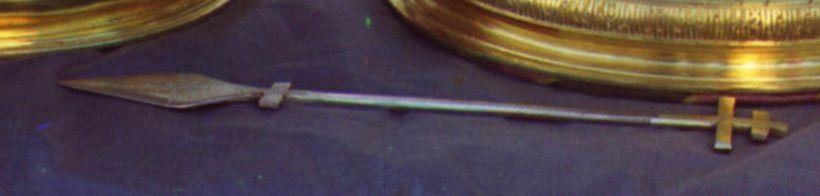
Épée liturgique sur la table de prothèse.

L'épée (grec ancien : λόγχη, Slavon d'église : Копіе́), ou lance est un objet du culte utilisé lors de la Divine Liturgie dans les Églises d'Orient – Églises orthodoxes et Églises catholiques de rite byzantin.
L'Épée symbolise la Sainte Lance avec laquelle le centurion Longin perça le flanc de Jésus sur la Croix au moment de sa mort et de la plaie d'où coulèrent du sang et de l'eau (Jean 19:34). Cet événement est traditionnellement interprété comme préfigurant les Sacrements, l'Eucharistie et le Baptême.
L'Épée est normalement faite de métal précieux (ou, au moins, plaquée d'or ou d'argent) ; sa pointe est assez aiguisée pour couper le pain et elle arbore une croix au bas de la hampe. Objet sacré, elle ne peut être utilisée à aucun autre usage que celui fixé par la liturgie. Elle est normalement disposés sur la table de prothèse, où le pain et le vin sont préparés pour l'Eucharistie, à côté du calice et de la patène, de l'astérisque et de la cuiller. 
L'Épée est utilisée par le prêtre, lors de la liturgie de la Préparation, pour découper l’Agneau (Hostie) du prosphore (miche de pain levé) qui, consacré, deviendra le corps du Christ. L'Épée est également utilisée avant la Communion pour découper l'Agneau en portions avec lesquels le clergé et les fidèles communient.
L'Euchologion comporte une prière spéciale à l'Épée destinée aux malades.